# Birni Lafia
Birni Lafia est l'un des cinq arrondissements de la commune de Karimama dans le département de l'Alibori au Nord du Bénin.

## Géographie

### Localisation
Birni Lafia est situé au Nord-Est de la commune de Karimama. Il est limité par le fleuve Niger sur sa partie Nord et Est, à l'Ouest par l'arrondissement de Karimama puis au Sud par la commune de Malanville.

### Administration
Sur les 37 villages et quartiers de ville que compte la commune de Karimama, l'arrondissement de Birni Lafia groupe 09 villages que sont,: 
1. Birni Lafia
2. Fadama
3. Goroukambou
4. Kangara-Peulh
5. Karigui
6. Missira
7. Saboula
8. Tondikoaria
9. Tondoobon

## Histoire
L'arrondissement de Birni Lafia est une subdivision administrative béninoise. Dans le cadre de la décentralisation au Bénin, Il devient officiellement un arrondissement de la commune de Karimama le 27 mai 2013 après la délibération et adoption par l'Assemblée nationale du Bénin en sa séance du 15 février 2013 de la loi N° 2013-O5 du 15/02/2013 portant création, organisation, attributions et fonctionnement des unités administratives locales en République du Bénin.

## Démographie
Selon le recensement de la population de 2013 conduit par l'Institut national de la statistique et de l'analyse économique (INSAE), Birni Lafia compte 2336 ménages avec 17 332 habitants,.
| Indicateur           | 2013  |
| -------------------- | ----- |
| Nombre de ménages    | 2336  |
| Population masculine | 8 659 |
| Population féminine  | 8673  |
| Population totale    | 17332 |

La population est composée de plusieurs ethnies dont les Dendi, Djerma et peuls sont majoritaires

## Économie
La population pour ses sources de revenus, mène des activités agricoles. Le secteur agricole procure plusieurs denrées comme le riz, le maïs, le sorgho et le mil. Il y a également les cultures de rentes basées sur la production de l'arachide et le coton.

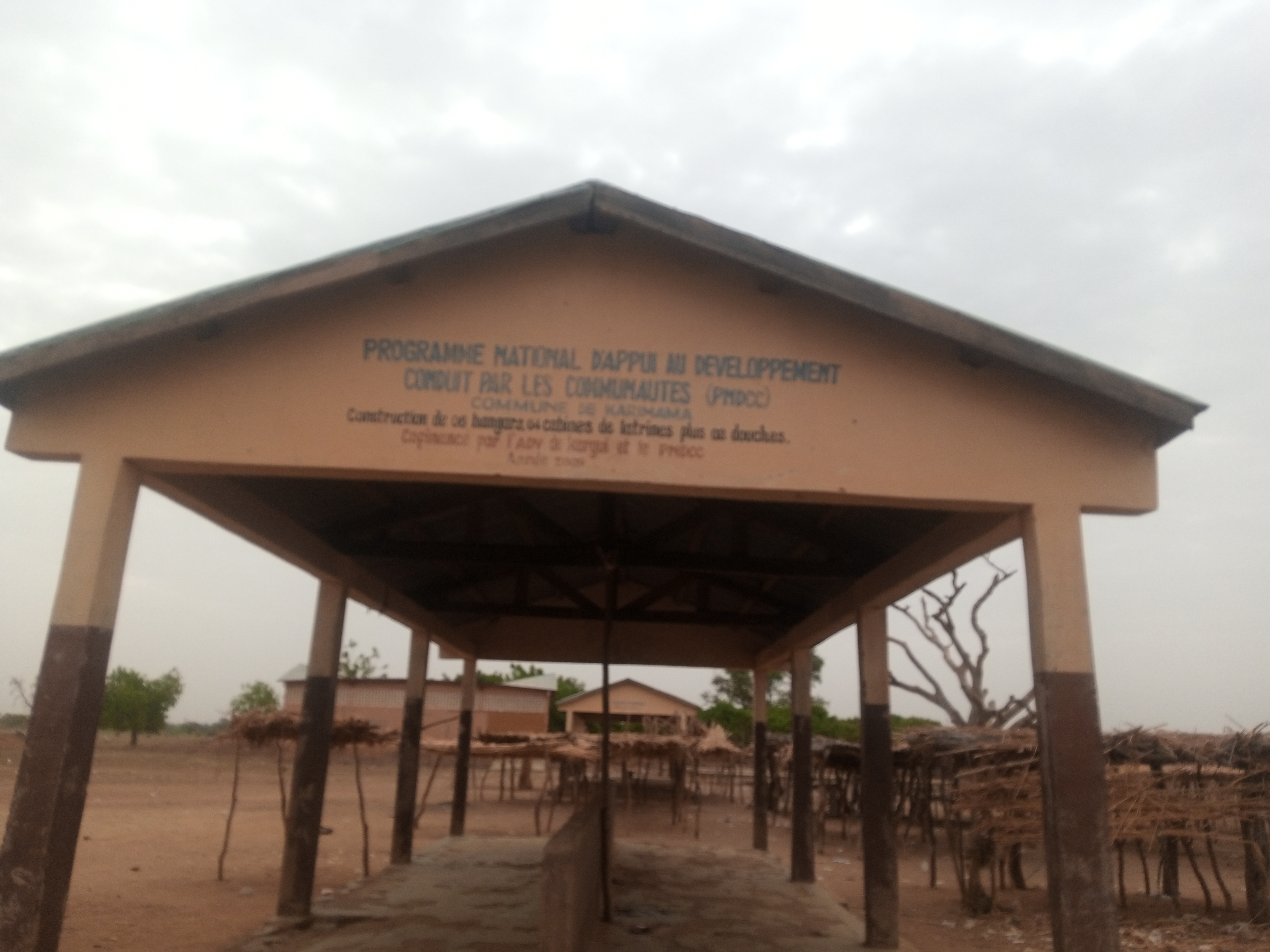
Apatam dans le marché de Birni Lafia à Karimama
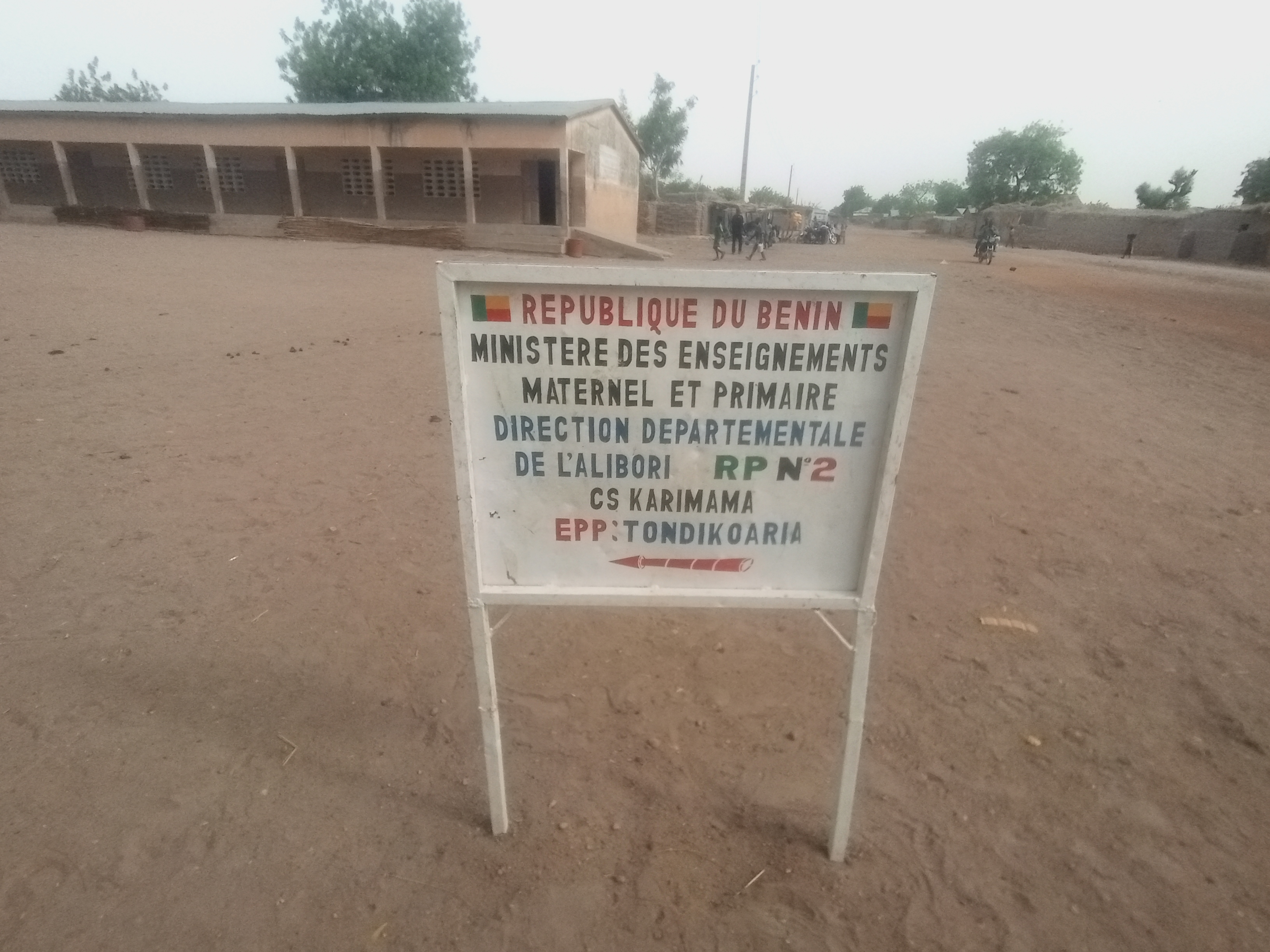
Ecole primaire publique de Tondikoaria à Karimama
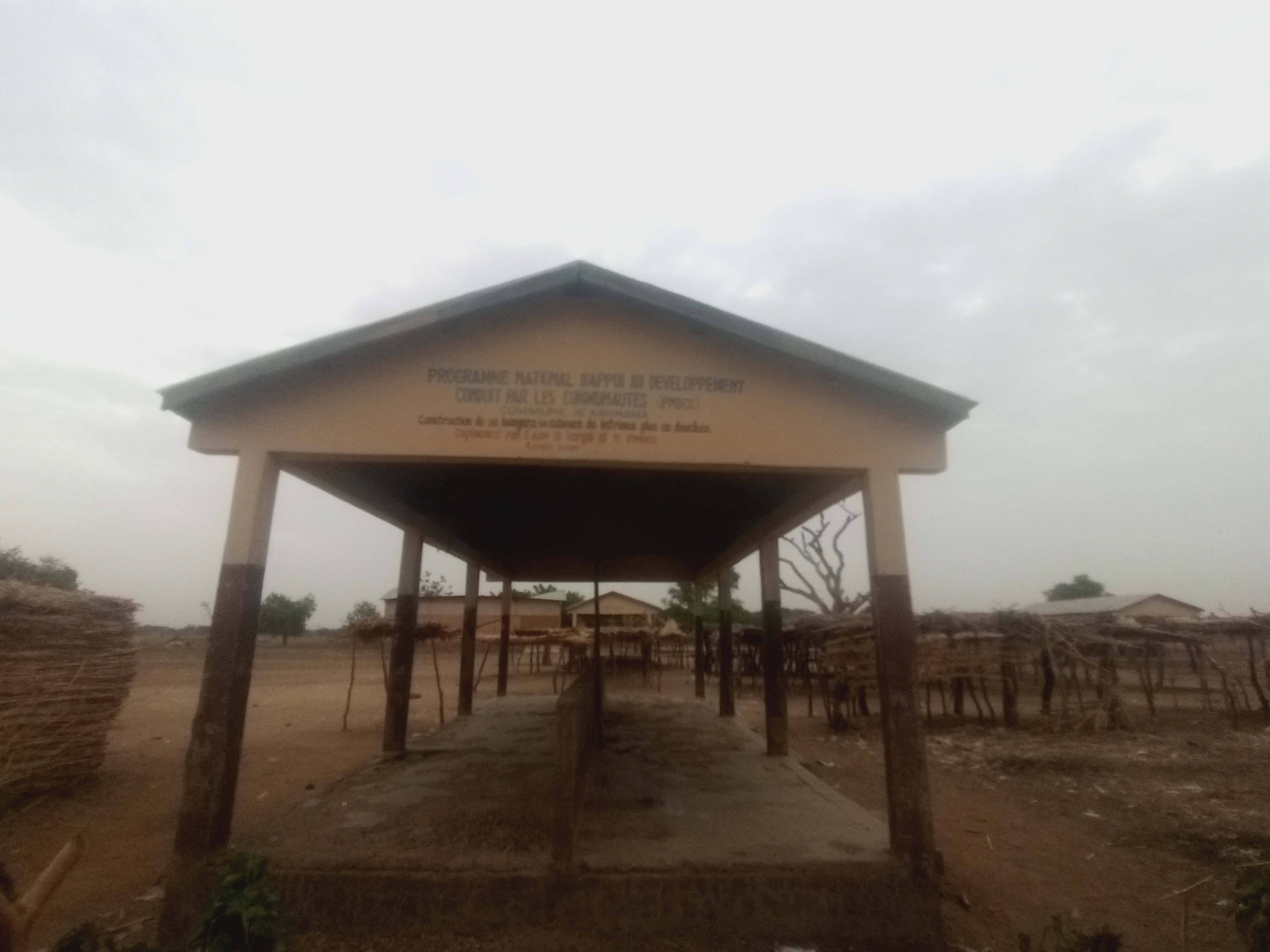
Apatam dans le marché de Birni Lafia de loin
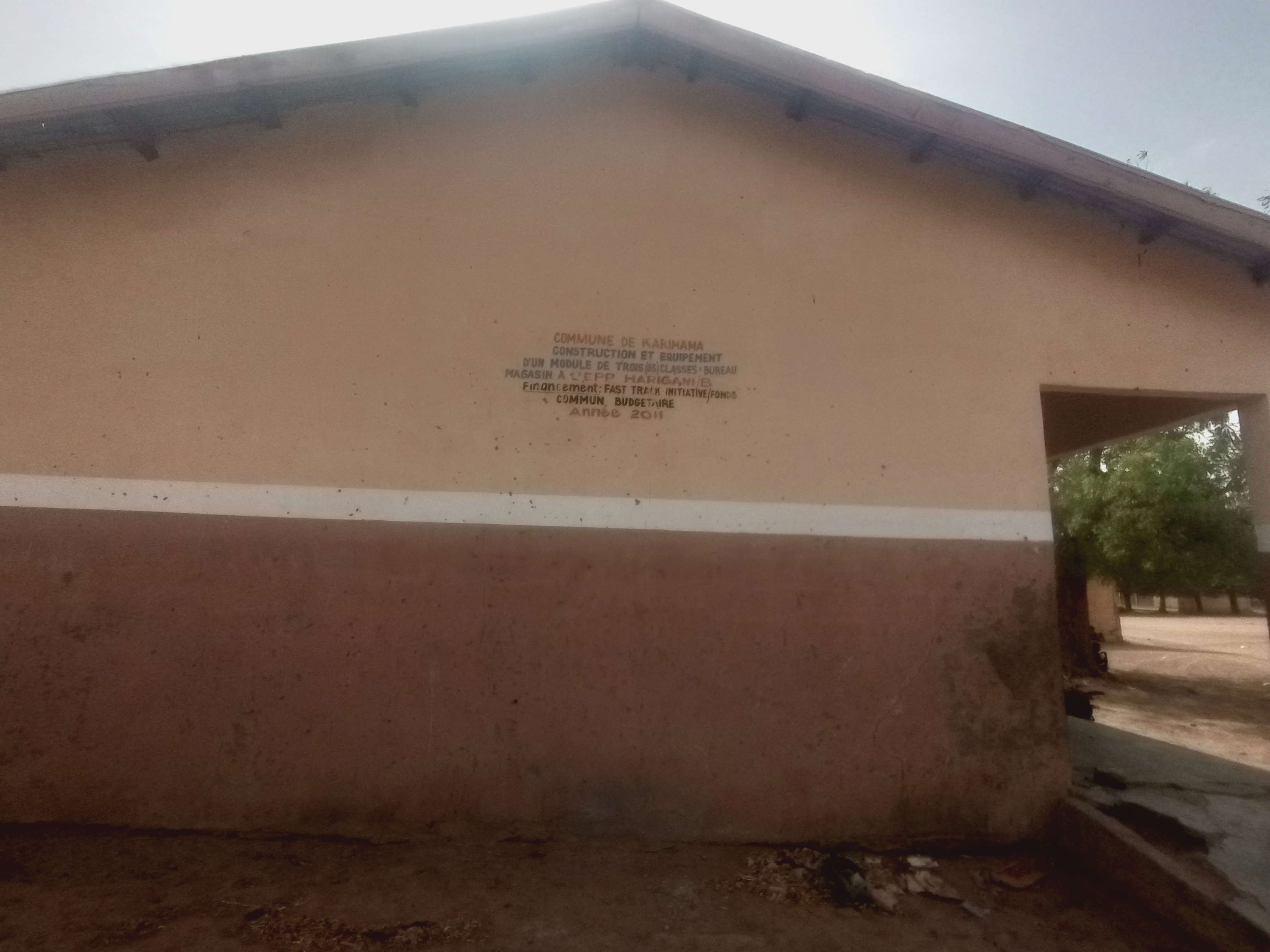
Magasin de l'école primaire publique Harigani-B dans la commune de Karimama